# Família de Temis
La família de Temis és una família d'Hirayama trobada en una regió externa del cinturó d'asteroides, entre les òrbites de Mart i Júpiter. A una distància mitjana de 3,13 ua del Sol, és una de les famílies d'asteroides més nombrosa. Es compon d'un nucli ben definit d'asteroides més grans i una regió circumdant d'altres més petits. Aquest grup bàsic inclou l'asteroide Temis, descobert el 5 d'abril de 1853 per l'astrònom italià Annibale de Gasparis.
Els asteroides de la família de Temis comparteixen els següents elements orbitals:
- semieix major entre 3,08 ua i 3,24 ua
- excentricitats orbitals entre 0,09 i 0,22
- inclinacions orbitals menors a 3°

La família de Temis és una de les famílies més grans i dinàmiques d'asteroides i es compon d'asteroides de tipus C amb una composició que es creu que és similar a la condrita carbonatada.

## Membres principals
Fins avui, la família de Temis comprèn aproximadament 535 asteroides coneguts. Els més importants són:
| Nome | Nome          | Diàmetre mitjà | Semieix major | Inclinació orbital | Excentricitat | Descobriment |
| ---- | ------------- | -------------- | ------------- | ------------------ | ------------- | ------------ |
| 24   | (24) Temis    | 228 km         | 3,130 ua      | 0,760°             | 0,132         | 1853         |
| 62   | (62) Erato    | 95,4 km        | 3,121 ua      | 2,22°              | 0,179         | 1860         |
| 90   | (90) Antiope  | 110,0 km       | 3,156 ua      | 2,220°             | 0,156         | 1866         |
| 104  | (104) Klymene | 123,7 km       | 3,155 ua      | 2,798°             | 0,150         | 1868         |
| 171  | (171) Ophelia | 116,7 km       | 3,134 ua      | 2,545°             | 0,128         | 1877         |
| 468  | Lina          | 69,3 km        | 3,133 ua      | 0,440°             | 0,198         | 1901         |
| 526  | (526) Jena    | ?              | 3,117 ua      | 2,172°             | 0,139         | 1904         |
| 846  | Lipperta      | ?              | 3,121 ua      | 0,266°             | 0,187         | 1916         |